# Sala de Exposiciones Santo Domingo de la Cruz (Salamanca)

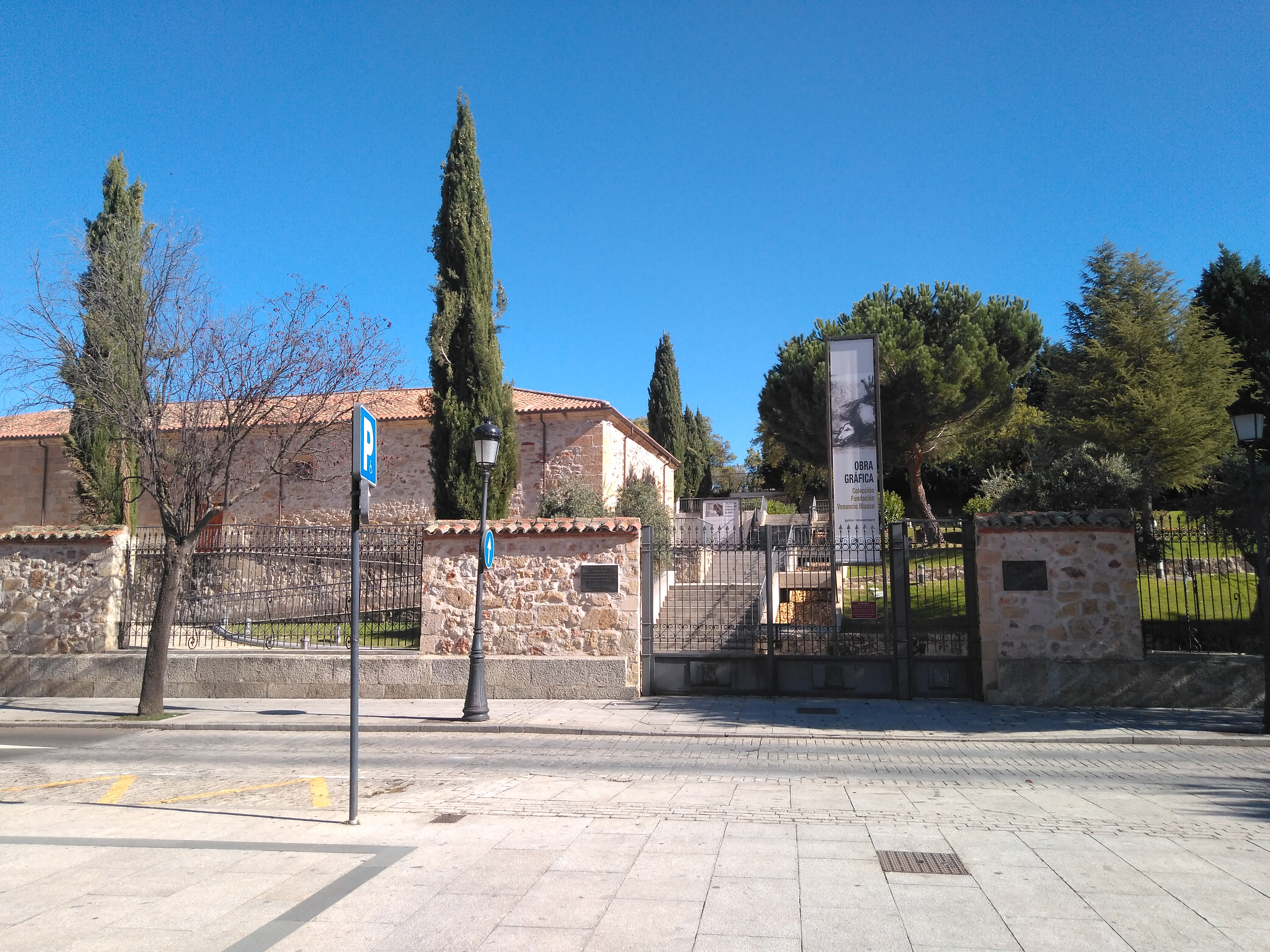
Sala de exposiciones y jardines.

La Sala de Exposiciones Santo Domingo de la Cruz es un espacio expositivo de la ciudad de Salamanca inaugurado en 2002 con motivo de la Capitalidad Europea de la Cultura de la ciudad. Se enclava en el edificio y jardines del antiguo colegio de Santo Domingo. Desde 2014 alberga la sede de la Fundación Venancio Blanco y alberga exposiciones temporales con la obra del artista salmantino.

## El edificio
Francisco de Zúñiga y Sotomayor y Teresa Zúñiga Guzmán, duques de Béjar, fundaron el colegio en 1536, destinándose a estudiantes provenientes de Andalucía. En 1551 la fundación del colegio de Santo Tomás en Sevilla hizo innecesario los desplazamientos a Salamanca, por lo que el edificio perdería su función original. El colegio de Santo Domingo de la Cruz se encontraba dentro del complejo arquitectónico del convento de San Esteban, siendo un edificio exento construido en el siglo XVI con características de reminiscencia gótica. La portada consta de un arco escarzano con los escudos de los fundadores bajo alfiz. En interior es de una sola planta dividida en tres naves por columnas que alternan detalles góticos y renacentistas y arcos escarzanos. Se cubre por techumbre de madera a la vista.

## Rehabilitación y exposiciones celebradas en 2002
Con la concesión del título de Ciudad Europea de la Cultura a Salamanca para el año 2002, se rehabilitó el edificio para convertirlo en sala de exposiciones, junto a los jardines circundantes, construyéndose también un pabellón auxiliar. La recuperación del edificio se realizó respetando la antigua edificación, sustituyéndose la cubierta de madera por encontrarse muy deteriorada.
La sala se inauguró en enero de 2002 con la exposición “Auguste Rodin, escultor. Los arrepentimientos de Rodin: dibujo y fotografía”, de la que también fueron sedes el patio de las Escuelas Menores y la Plaza Mayor. Ese mismo año acogió las exposiciones “El asombro en la mirada. Cien años de fotografía en Castilla y León (1839-1939)”, “Grão Vasco. Pintura portuguesa del Rencimiento (1500-1540)”, “La mirada española. Diseño español para el siglo XX” y “Comer o no comer. Artificios vivos. Estados de ánimo. Comer, crear, pensar y disfrutar” que también contó con sede en el Centro de Arte de Salamanca.

## Convenio con la Fundación Venancio Blanco

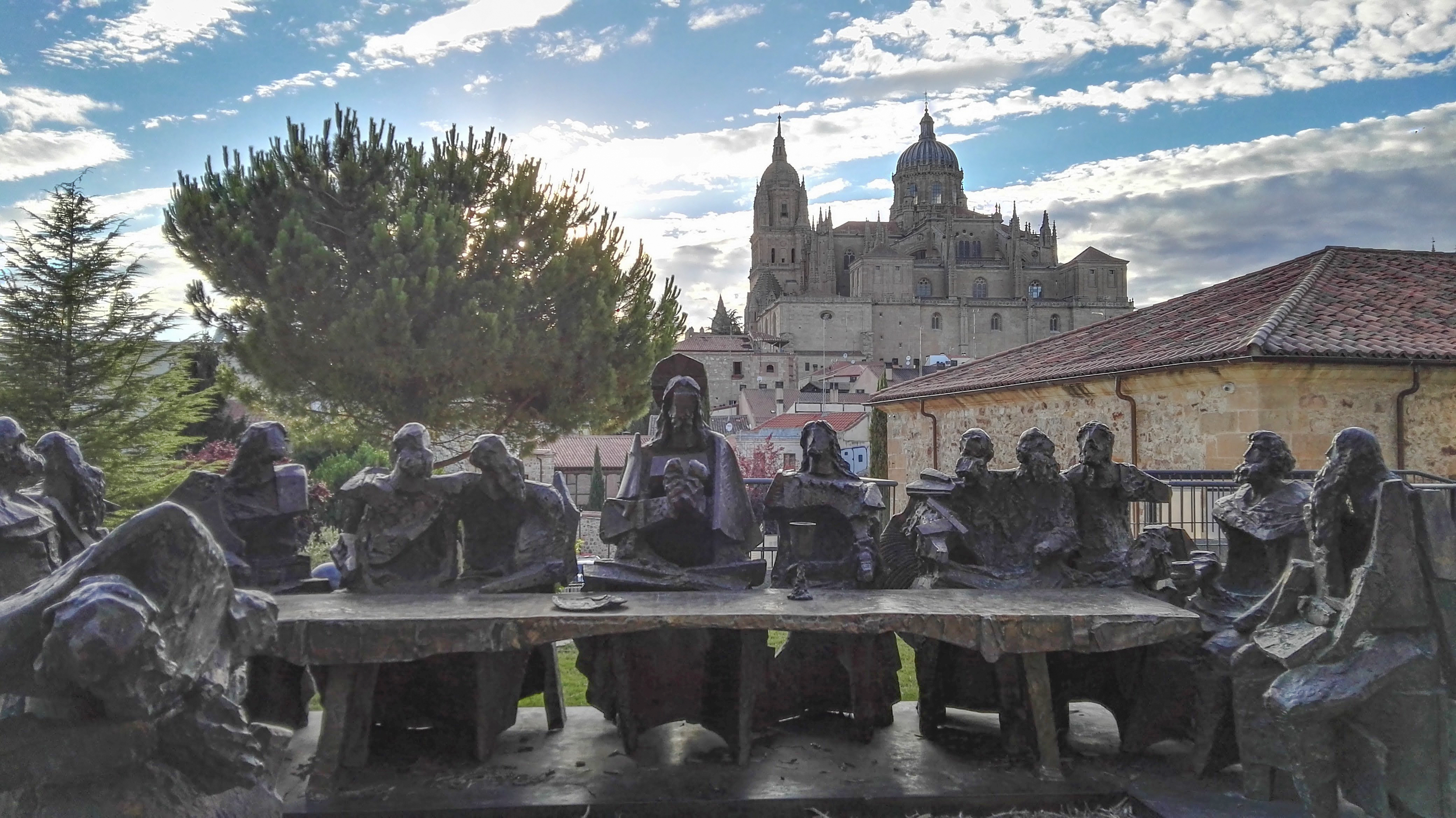
La Santa Cena, obra de Venancio Blanco. Jardines de la Sala de Santo Domingo

En 2014 el Ayuntamiento de Salamanca, la Fundación Mapfre y la Fundación Venancio Blanco firmaron un convenio de colaboración para que la Sala de Exposiciones de Santo Domingo acogiese la obra de Venancio Blanco.  Por este convenio el edificio pasa a ser sede de la Fundación Venancio Blanco que aporta toda la colección de obras artísticas que gestiona, que incluye miles de dibujos, piezas de bronce y otras piezas realizadas con distintas técnicas por el escultor salmantino, así como otras obras de arte de distintos autores contemporáneos.
Los jardines albergan una exposición de obras de Venancio Blanco en bronce y otros metales, y el edificio acoge exposiciones temporales. Desde la firma del convenio se han realizado las siguientes exposiciones en la sala:
- La música en la escultura de Venancio Blanco (enero - junio de 2015)-14 de junio de 2015).[5]
- Obra religiosa (julio de 2015 - enero de 2016).[5]
- Divertimentos de taller (abril - octubre de 2016).[5]
- Retratos (octubre de 2016 - mayo de 2017).[5]
- Abstracciones (mayo - diciembre de 2017).[5]
- Un proceso escultórico (diciembre de 2017 - mayo de 2018).[5]
- Obra Gráfica' (13 de junio de 2018-7 de enero de 2019),[5]
- El capricho de la idea (enero - junio de 2019).[5]
- Tauromaquia (julio de 2019 - enero de 2020).[6]
- Sentirse crecer (enero - junio de 2020).[7]